# Молодіжна збірна Узбекистану з футболу
Молодіжна збірна Узбекистану з футболу — представляє Узбекистан на міжнародних матчах і турнірах з футболу. Управляється та контролюється Федерацією футболу Узбекистану.

## Історія

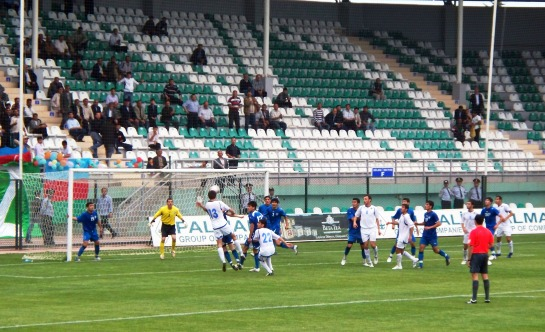
Матч проти збірної Азербайджану, 20 травня 2009 року.

Дебют молодіжної збірної Узбекистану на юнацькому Кубку Азії відбувся у 2002 році. На тому турнірі в Катарі збірна Узбекистану посіла третє місце поступившись одноліткам з Саудівської Аравії. Вперше на континентальному чемпіонаті здобули срібні нагороди в 2008 році, посівши друге місце, поступившись у фіналі збірній ОАЕ з рахунком 1:2. У 2023 році здобули золоті медалі перегравши у фіналі збірну Іраку з рахунком 1:0, автором переможного голу став Умаралі Рахмоналієв.
На молодіжних чемпіонатах світу футболісти з Узбекистану виступали чотири рази. Найкращий результат це вихід до чвертьфіналу в 2013 та 2015 роках.

## Результати
| Рік  | Результат          |
| ---- | ------------------ |
| 1992 | Не брали участь    |
| 1994 | Не кваліфікувались |
| 1996 | Не кваліфікувались |
| 1998 | Не кваліфікувались |
| 2000 | Не кваліфікувались |
| 2002 | 4-е місце          |
| 2004 | Чвертьфінал        |
| 2006 | Не кваліфікувались |
| 2008 | 2-е місце          |
| 2010 | Чвертьфінал        |
| 2012 | Півфінал           |
| 2014 | Півфінал           |
| 2016 | Чвертьфінал        |
| 2018 | Не кваліфікувались |
| 2023 | 1-е місце          |
| 2025 | Чвертьфінал        |

| Рік  | Результат     |
| ---- | ------------- |
| 2003 | Груповий етап |
| 2009 | Груповий етап |
| 2013 | Чвертьфінал   |
| 2015 | Чвертьфінал   |
| 2023 | 1/8 фіналу    |

## Досягнення
Юнацький кубок Азії:
 Переможець (1): 2023
 Віце-чемпіон (1): 2008
Міжнародний турнір пам'яті Валерія Лобановського:
 Переможець (1): 2021